# Stake Uncle Sam to Play Your Hand
Stake Uncle Sam to Play Your Hand é um filme norte-americano de 1918, estrelado por Pauline Frederick, Hobart Henley e J.W. Herbert.